# Synotaxus turbinatus
Synotaxus turbinatus är en spindelart som beskrevs av Simon 1895. Synotaxus turbinatus ingår i släktet Synotaxus och familjen Synotaxidae. Inga underarter finns listade i Catalogue of Life.